# Hieracium multisetum
Hieracium multisetum là một loài thực vật có hoa trong họ Cúc. Loài này được (Nägeli & Peter) Rech.f. mô tả khoa học đầu tiên năm 1885.